# هجوم يشيفات بيت يسرائيل
هجوم يشيفات بيت يسرائيل كانت تفجير انتحاري فلسطيني وقع في حي بيت يسرائيل وسط مدينة القدس في 2 مارس 2002. وقتل أحد عشر مدنيا إسرائيليا في الهجوم، بينهم رضيعان وثلاثة أطفال واثنين من المراهقين. وأصيب أكثر من 50 شخصا في الهجوم، أربعة منهم بجروح خطيرة. ووقع التفجير على مدخل مدرسة يشيفا الحريدية «بيت يسرائيل» وسط القدس حيث كان الناس قد تجمعوا للاحتفال بعيد البلوغ. قام الانتحاري بتفجير القنبلة المليئة بالشظايا إلى جانب مجموعة من النساء مع عربات أطفالهن، في انتظار انتهاء الخدمات في كنيس يهودي قريب. أعلنت كتائب شهداء الأقصى الفلسطينية المناضلة مسؤوليتها عن الهجوم.[وصلة مكسورة]

## الهجوم
وقع التفجير مساء السبت في حي الحريدي بيت يسرائيل في القدس، وهو حي استهدف في ثلاث هجمات سابقة.
بعد وقت قصير من الساعة السابعة مساءً، كانت الشوارع مزدحمة بالمتعبدين الذين أنهوا للتو صلاة الغروب التي تمثل اختتام الشابات. كان الناس قد تجمعوا بالقرب من مدرسة اليشيفا ماهاني يسرائيل من أجل حفل بلوغ نافيه حزان. كما احتفلت عائلة أخرى، هي حاجابي، بحفل بلوغ ابنهم، ووصل أعضاء من عائلات نحماد وإيلان ذات الصلة إلى القدس للاحتفال. صلى ما يزيد عن 1000 يهودي كل مساء السبت في مدرسة ماهاني إسرائيل الدينية.
كان المفجر يقف إلى جانب مجموعة من النساء اللواتي معهن عربات أطفالهم في انتظار عودة أزواجهن من الكنيس، وفجر نفسه لمّا بدأت العائلة والضيوف في المغادرة. وقد هز الانفجار وسط مدينة القدس وادى إلى اشتعال سيارة قريبة. وكان من بين القتلى رضيع وشقيقها البالغ من العمر ست سنوات، وأم وابنها البالغ من العمر ثلاث سنوات، وصبي يبلغ من العمر 12 عاما. شمل القتلى أعضاء من عائلات حاجابي وحزان ونحماد وإيلان. نجت امرأة حاملاً مع توأم لكنها فقدت كل من أطفالها الذين لم يولدوا بعد. تم نقل طفلين إلى مركز هاداسا الطبي، مكان وجود والديهما غير معروف.
ولم يحدث التفجير سوى أمتار من موقع تفجير سيارة سابق في العام المنصرم. في مدرسة ماهاني يسرائيل الدينية، كان الجدار الحجري متناثرًا في الدم.
رأى شلومي، شاهد عيان، عربة أطفال إلى جانب طفل ميت وغيره من القتلى. وقال شاهد آخر إنها وجميع أفراد أسرتها أصيبوا عندما هاجم المفجر:
| « | كنت أتحدث مع الجميع وعندما استدرت رأيت أشخاصًا يطيرون في الهواء. سقط أخي علي. لم أكن أعرف ما إذا كان أخي قد أصيب أو كان دماء الجرحى الآخرين عليه. كل ما شعرت به هو الألم. | » |

روى إيتان من نجمة داوود الحمراء:
| « | وصلنا إلى الموقع وشاهدنا مشاهد الرعب. الأطفال الصغار، كبار السن، النساء، مستلقيين في الطريق دون أيدي، بدون أرجل، دم في كل مكان وتدمير هائل حولي. فقط البعض لديهم القوة للصراخ أو البكاء. كان الهدوء هو الشيء الذي أتذكره أكثر... كانت هذه واحدة من أسوأ الهجمات التي أتذكرها. | » |

وصفت ليفنات، شقيقة صوفيا ياريت إلياهو التي توفيت في الانفجار مع ابنها البالغ من العمر سبعة أشهر، تجربتها:
| « | في ليلة السبت، خرجنا للنزهة مع عربتين صغيرتين. بدأ طفل صوفيا في البكاء وانحنت لالتقاطه، بينما واصلت المشي مع ابنتها الصغيرة. كنا على بعد 10 أمتار منهم عندما سمعنا انفجارًا فظيعًا... نظرت إلى الوراء ورأيت جحيمًا ضخمًا فقط. اختفت صوفيا والطفل". | » |

## الفاعلون
أعلنت كتائب شهداء الأقصى، الجناح المسلح لفتح، مسؤوليتها وقالت إن الهجوم كان الثأر لمقتل 19 فلسطينياً خلال التوغلات العسكرية الإسرائيلية في مخيمي بلاطة وجنين للاجئين في وقت سابق من الأسبوع. تم تحديد المفجر على أنه محمد الشوهاني البالغ من العمر 19 عامًا من مخيم الدهيشة للاجئين بالقرب من بيت لحم. احتفل حوالي 1500 فلسطيني عبر المخيم بتسليم الحلويات وإطلاق النار في الهواء.